# Речной транспорт
Речной транспорт (внутренний водный транспорт) — транспорт, осуществляющий перевозки грузов и пассажиров судами по внутренним водным путям, как по естественным (реки, озёра), так и по искусственным (каналы, водохранилища). Перевозки по Каспийскому морю относятся к морскому транспорту, хотя фактически это море является озером (самым большим в мире).
Главным преимуществом речного транспорта является низкая себестоимость перевозок; благодаря ей он продолжает занимать важное место в транспортной системе, несмотря на низкие скорости и сезонность.
В то же время, в результате ряда факторов, доля перевозок пассажиров речным транспортом в настоящее время достаточно невелика. 

## История
История речного транспорта насчитывает не одну тысячу лет. Считается, что первые крупные речные суда стали строить в Древнем Египте ещё в четвёртом тысячелетии до н. э. Древние речные суда были гребными или парусными. Позднее стали применять тягу при помощи шедших по берегу лошадей или людей (бурлаков). Существовали также суда, приводящиеся в движение лошадьми, находящимися на самом судне (см. Коноводное судно).
Если во времена Римской империи главными путями сообщения были сухопутные дороги, которые поддерживались в хорошем состоянии, то в средневековье в Европе более значимыми как торговые пути стали реки — Рейн, Дунай, Рона, Луара, Эльба и более мелкие. С IX века между реками стали строить каналы — сначала в Ломбардии (каналами были соединены Милан с Павией) и южной Франции, а затем — в Голландии, Германии, где были соединены реки Траве (около Любека) и Эльба (Гамбург). 
В XIX веке на внутренних водных путях начали использоваться пароходы, а первый речной теплоход (и вообще первый теплоход в мире) был построен в 1903 году в России.

## Грузовые перевозки
Так как скорость грузовых речных судов составляет 10-20 км/ч, по внутренним водным путям перевозят в основном грузы, не требующие быстрой доставки — стройматериалы (например, песок), уголь, кокс, зерно и т. п. Перевозят по рекам также нефть и нефтепродукты. Существуют также суда, перевозящие грузовые автомобили вместе с их грузом и речные суда-контейнеровозы.
Для грузовых перевозок используют либо самоходные суда, либо толкаемые буксиром баржи (буксиры-тягачи для проводки барж уже практически не используются). Баржи используются в основном для насыпных грузов.
Самые крупные грузовые речные суда могут иметь длину более ста метров и брать на борт около пяти тысяч тонн грузов. Например, российские суда типа «Волго-Дон» имеют длину 138,7 м, ширину 16,5 м, осадку 3,5 м и грузоподъёмность 5000 тонн.
Однако такие крупные суда могут использоваться далеко не везде. В Западной Европе довольно распространены (прежде всего во Франции, Бельгии и Нидерландах) сравнительно небольшие грузовые суда, называемые пенишами. Они построены в соответствии с минимальными размерами шлюзов и каналов, принятыми во Франции, и, следовательно, могут использоваться почти на всех водных путях этой страны. Максимальные размеры пениша — длина 40 м, ширина 5,2 м, осадка 2,5 м и высота самой высокой части судна над ватерлинией — 3,5 м. Пениш берёт на борт 300—400 тонн грузов. Как правило, экипаж пениша состоит из двух человек — мужа и жены, которые одновременно являются и владельцами судна. Они постоянно живут на судне и обзаводятся жильём на берегу только выходя на пенсию (их дети учатся в интернатах).

## Пассажирские перевозки
Традиционные речные суда, даже современной постройки, отличаются низкой по современным меркам скоростью (редко более 25 км/ч), поэтому они не могут конкурировать на равных с автомобильным и железнодорожным транспортом. Поэтому крупные пассажирские суда в наши дни практически всегда используются для перевозки туристов (речные круизы), а также для перевозки пассажиров в труднодоступные районы, с которыми отсутствует автомобильное и железнодорожное сообщение.
Суда на подводных крыльях и суда на воздушной подушке могут развивать скорости до 80 км/ч, однако они отличаются высоким расходом топлива, а, следовательно, и высокой стоимостью перевозок.
Традиционные (без воздушной подушки или подводных крыльев) суда небольших размеров (так называемые «речные трамваи») используются в режиме общественного транспорта для городских и пригородных перевозок.

## Суда специального назначения
К таким судам относят плавучие мастерские, плавучие магазины, суда для дноуглубительных работ, а также паромы.